# 許衡
許 衡（きょ こう、大安元年4月3日（1209年5月8日） - 至元18年3月3日（1281年3月23日））は、中国の元代初期の学者。字は仲平。魯斎先生とも称する。諡は文正。懐州河内県の出身。

## 生涯
16歳の時に学問を志し儒学の経典を一心に研究するようになる。天興元年（1232年）、モンゴルが金を破り新鄭に攻め込んだ時に捕虜となるが、すぐに釈放される。その6年後に蘇門に住むようになり有名な隠士の竇黙に出会っている。
壬寅（1242年）、柳城の姚枢に会って程頤の『易経』・朱熹の『四書章句集注』『小学』などの書物を知り、お互いに経・伝・子・史・暦・礼楽・兵刑・食貨・水利について論じる。甲寅（1254年）、クビライが宣撫司を置いた時に京兆地方の提学となり、文教政策に尽力する。戊午（1258年）、河内に移住。中統元年（1260年）、クビライが即位すると召されて北上し、太子太保・国子祭酒・議事中書（中書左丞）などを歴任。その間、朝儀官制を制定しモンゴル朝廷の中国化に意を用いた。阿合馬が平章政事となり専権をふるった時に議論が合わず、降格される。さらに至元元年（1264年）に阿合馬を弾劾するがクビライに斥けられたので、病と称して辞任する。
至元8年（1271年）、再び起用され集賢大学士に国子祭酒を兼任し、モンゴル貴族の子弟の教育にあたる。至元10年（1273年）、辞任して懐州に帰るが至元13年（1276年）にまたも大都に召されて太子院とされる。当時モンゴルが金から継承して使用していた大明暦を改めるべく、王恂・郭守敬とともに新暦の作成に着手、至元17年（1280年）に退官し、至元18年（1281年）に没する。
クビライの招きに応じた許衡について、日本の儒学者である浅見絅斎はその著『靖献遺言』の中で、「夷狄に仕えて大義を失った」と批判するが、一方、伊藤仁斎は許衡には許衡なりの苦衷があるとし、北宋の程顥・范仲淹とともに古今三大賢の一人に数える。

## 人脈
クビライ即位直後の漢人官僚は劉秉忠・許衡・王鶚に代表される３つのグループに分類され、許衡に代表される派閥は二程子・朱子の提唱した性理学を重んじた点に特徴があった。『元史』儒学伝は「経芸を以て専門とするは儒林と為す（以経芸顓門者為儒林）」とし、王鶚ら文章を重んずる派閥に比べ、経書の研究を重んずる許衡らの派閥を「儒林」と呼んでいた。一方、劉秉忠らの派閥とは思想的に近かったが、許衡が技術・数理的な知識を下に置き「道を以て己が任とな」していたのに対し、劉秉忠らは実学を専門とすることで一線を画していた。以下に挙げるのは、許衡とともに学んだか、許衡の教えを受けて名を上げた者達である。
- 姚枢
- 竇黙
- 耶律有尚
- 劉因

## 著述
- 『大学直解』
- 『中庸直解』
- 『大学要略』
- 『編年歌括』
- 『稽古千字文』
- 『魯斎遺書』
- 王成儒・校訂『許衡集』（東方出版社、2007年出版）